# 完顏洪熙
完颜洪熙（1192年—1193年），为金朝宗室，金章宗完颜璟的第二子。母亲不详。
完顏洪熙女真本名完颜讹鲁不，明昌三年（1192年）出生，没有满月就夭折了。承安四年（1199年），追封荣王，赐名，加开府仪同三司。
金庸小说《射雕英雄传》中成为和完颜洪烈并称的金国王爷。
登場回數:(射)3-4,8-9

## 影視形象
- 1983叶天行《射鵰英雄傳 (1983年電視劇)》
- 1994关菁《射鵰英雄傳 (1994年電視劇)》
- 2003佟瑞敏《射雕英雄传 (2003年电视剧)》
- 2008张雷《射雕英雄传 (2008年电视剧)》

## 資料
- 《金史》卷九十三 列传第三十一 章宗诸子